# Леонов (Ростовская область)
Леонов — хутор в Обливском районе Ростовской области.
Входит в состав Александровского сельского поселения.

## География

### Улицы
- ул. Молодёжная,
- ул. Продольная,
- ул. Северная,
- ул. Терешковой,
- ул. Тополиная,
- ул. Шолохова.

## Население
| 2010 |
| ---- |
| 353  |